# Aeroportul Matei
Aeroportul Matei (IATA: TVU, ICAO: NFNM) este un aeroport din Cakaudrove⁠(d), Diviziunea de Nord, Fiji.
Situat la o altitudine de 2 m, aeroportul dispune de o singură pistă.